# Бойня в тюрьме Карандиру
Бойня в тюрьме Каранди́ру (1992) — массовое убийство заключённых тюрьмы Карандиру города Сан-Паулу (Бразилия), совершённое 2 октября 1992 года сотрудниками военной полиции. По официальным данным, жертвами бойни стали 111 заключённых.

## Тюремный бунт 2 октября 1992 года
Восстание вспыхнуло в тюремном павильоне № 9, где на момент событий содержалось 2069 человек. Предтечей бунта стала начавшаяся после полудня потасовка между двумя заключёнными, которые были членами противоборствующих преступных группировок из северного и южного округов Сан-Паулу. Вскоре вокруг дерущихся стали собираться члены их банд, возвращавшиеся с футбольного турнира, проходившего во внутреннем дворе тюрьмы. Находившиеся в павильоне охранники попытались восстановить порядок и заставить заключённых вернуться в камеры, но добиться этого им не удалось. Потеряв контроль над ситуацией, охрана покинула здание, заперев за собой двери. Одновременно с этим заключённые начали вооружаться холодным оружием.
В 14:15 сбежавшие охранники павильона № 9 доложили о начавшемся в тюремном блоке бунте; пятнадцать минут спустя полковник Убиратан Гимарайнс, начальник полиции Сан-Паулу, прибыл к стенам тюрьмы. На Гимарайнса было возложено командование операцией по ликвидации беспорядков в Карандиру. К тюремному комплексу начали стягиваться подразделения спецназа военной полиции. Всего в штурме было задействовано 347 сотрудников спецназа, включая подразделения ROTA и GATE. Зачистка здания была поручена нескольким группам спецназа численностью примерно по 16 бойцов ROTA и GATE в каждой. Начальник тюрьмы Жозе Исмаэль Педроза попытался вступить в переговоры с восставшими заключёнными, однако военный спецназ начал штурм, когда Педроза с мегафоном в руках подошёл ко входу во внутренний двор павильона. В завязавшейся суматохе спецназовцы едва не затоптали начальника тюрьмы.
После начала штурма бунтовщики начали в панике разбегаться по камерам; их передвижение было затруднено из-за того, что несколько восставших разлили масло в коридорах, а также на лестницах, чтобы задержать штурмующих полицейских, в результате чего заключённые поскальзывались на ступеньках. Полицейские открыли по заключённым огонь на поражение: спецназовцы заходили в камеры и расстреливали находившихся внутри. Начавшийся после 15:00 штурм продолжался около получаса. По воспоминаниям выживших, наибольшее число погибших пришлось на третий и пятый этажи тюремного павильона. 
По окончании штурма бойцы спецназа приказали выжившим выйти из камер, сняв с себя одежду, и затем проследовать во внутренний двор тюрьмы. На пути во двор полицейские избивали заключённых дубинками и в нескольких случаях натравливали на них овчарок (в штурме тюрьмы Карандиру участвовал отряд полицейских кинологов, в распоряжении которых находились 16 собак).

## Дальнейшие события
Массовое убийство заключённых вызвало большой резонанс в бразильском обществе. В 2013 году группа полицейских была осуждена к различным срокам заключения за убийства заключённых при штурме, но затем приговор был отменён.